# Fèrebrianges
Fèrebrianges és un municipi francès, situat al departament del Marne i a la regió del Gran Est. L'any 2007 tenia 174 habitants.

## Demografia

### Població
El 2007 la població de fet de Fèrebrianges era de 174 persones. Hi havia 72 famílies, de les quals 20 eren unipersonals (20 dones vivint soles i 20 dones vivint soles), 24 parelles sense fills i 28 parelles amb fills.
La població ha evolucionat segons el següent gràfic:
Habitants censats

### Habitatges
El 2007 hi havia 81 habitatges, 72 eren l'habitatge principal de la família, 2 eren segones residències i 6 estaven desocupats. 80 eren cases i 1 era un apartament. Dels 72 habitatges principals, 65 estaven ocupats pels seus propietaris i 7 estaven llogats i ocupats pels llogaters; 2 tenien dues cambres, 2 en tenien tres, 12 en tenien quatre i 56 en tenien cinc o més. 51 habitatges disposaven pel capbaix d'una plaça de pàrquing. A 38 habitatges hi havia un automòbil i a 32 n'hi havia dos o més.

### Piràmide de població
La piràmide de població per edats i sexe el 2009 era:
| Homes | Edats   | Dones |
| ----- | ------- | ----- |
| 0     | 95 o +  | 0     |
| 0     | 90 a 94 | 0     |
| 4     | 85 a 89 | 0     |
| 0     | 80 a 84 | 0     |
| 0     | 75 a 79 | 0     |
| 0     | 70 a 74 | 4     |
| 16    | 65 a 69 | 4     |
| 4     | 60 a 64 | 12    |
| 0     | 55 a 59 | 4     |
| 8     | 50 a 54 | 8     |
| 0     | 45 a 49 | 4     |
| 4     | 40 a 44 | 0     |
| 12    | 35 a 39 | 8     |
| 8     | 30 a 34 | 4     |
| 4     | 25 a 29 | 12    |
| 0     | 20 a 24 | 0     |
| 4     | 15 a 19 | 0     |
| 4     | 10 a 14 | 8     |
| 4     | 5 a 9   | 8     |
| 0     | 0 a 4   | 4     |

## Economia
El 2007 la població en edat de treballar era de 112 persones, 85 eren actives i 27 eren inactives. De les 85 persones actives 77 estaven ocupades (38 homes i 39 dones) i 8 estaven aturades (3 homes i 5 dones). De les 27 persones inactives 8 estaven jubilades, 13 estaven estudiant i 6 estaven classificades com a «altres inactius».

### Ingressos
El 2009 a Fèrebrianges hi havia 70 unitats fiscals que integraven 185 persones, la mediana anual d'ingressos fiscals per persona era de 25.021 €.

### Activitats econòmiques
Dels 9 establiments que hi havia el 2007, 2 eren d'empreses alimentàries, 1 d'una empresa de fabricació d'altres productes industrials, 1 d'una empresa de comerç i reparació d'automòbils, 1 d'una empresa de transport, 1 d'una empresa d'hostatgeria i restauració i 3 d'empreses immobiliàries.
L'únic servei als particulars que hi havia el 2009 era un restaurant.
L'any 2000 a Fèrebrianges hi havia 71 explotacions agrícoles que ocupaven un total de 352 hectàrees.

## Poblacions més properes
El següent diagrama mostra les poblacions més properes.